# 薩德爾特里鎮區 (北卡羅萊納州羅伯遜縣)
薩德爾特里鎮區（英語：Saddletree Township）是位於美國北卡羅萊納州羅伯遜縣的一個鎮區。

## 地方資料
薩德爾特里鎮區的面積為82.36平方千米，皆為陸地。根據2020年美國人口普查的數據，當地共有人口5015人，而人口密度為每平方千米60.89人。